# British Rail 197 sorozat
A British Rail 197 sorozat személyszállító dízelmotorvonat-sorozat, a Civity járműcsalád tagja, melyet a CAF gyárt 2020 óta. A típust kizárólag a Transport for Wales Rail (TfW) üzemelteti, állománya 51 kétkocsis és 26 háromkocsis egységből fog állni.
Hetvenhét 197-es sorozatú szerelvényt rendeltek 2018-ban a KeolisAmey Wales, a Wales & Borders franchise akkori üzemeltetője által vállalt franchise-kötelezettségek alapján. A típus a 2017 és 2020 között az Arriva Rail North számára gyártott 195-ös sorozatú egységeken alapulnak, azonban a KeolisAmey és a TfW specifikációinak és preferenciáinak megfelelően különböző módosításokat hajtottak végre. A kezdeti specifikációkat később finomították, hogy az utazóközönség aggályaira válaszolva magasabb minőségű kényelmi funkciókat tartalmazzon. A típus tesztelése nem sokkal az után kezdődött meg, hogy az első elkészült vonat megérkezett Crewe-ba, hogy 2021 áprilisában üzembe helyezzék.
Az első 197-es szerelvény 2022 novemberében állt forgalomba, és a típust két hónappal később hivatalosan is elindították. A 197-es sorozat tervek szerint a 197-es sorozat előbb vagy utóbb ki fogja váltani a 158-as és 175-ös sorozatú vonatokat a Wales & Borders vasúti franchise részét képező különböző regionális és regionális expresszvonalakon, így például a Cambrian Line-on. Várhatóan a 150-es és 153-as sorozatú egységeket is ki fogják váltani a Conwy Valley Line-on, és lehetővé teszik a Liverpool Lime Street és Chester közötti járatok kiterjesztését Észak- és Dél-Wales irányába egyaránt. 2024 februárjában engedélyezték, hogy a Maesteg Line-on is közlekedjenek, és 2024. április 29-én az Ebbw Valley Line-on is megkezdték a szolgálatot.

## Történet

### Háttér
A KeolisAmey Wales vasúttársaság 2018 októberében átvette a Wales & Borders franchise-t az Arriva Trains Walestől. A franchise elnyerésének részeként a KeolisAmeynek teljes mértékben le kellett cserélnie a franchise üzemeltetéséhez használt különböző vonatokból álló flottát, a járművek közül több eredetileg a British Railtől származott. Számos gyártónak adtak le megrendelést új egységekre, köztük a spanyol Construcciones y Auxiliar de Ferrocarriles (CAF) cégnek 77 példány új, a Civity családba tartozó dízelmotorvonatra. Ezek azokon a 195-ös sorozatú egységeken alapulnak, amelyeket a CAF 2018 elején kezdett el szállítani az Arriva Rail North számára, és amelyeket szintén a CAF új, newporti gyárában szereltek össze. A megrendeléskor az üzembe helyezést 2021 és 2023 közé tették. A 195-ös sorozatú egységekkel ellentétben a TfW által megrendelt dízelmotorvonatok a végükön átjárókkal rendelkeznek, amelyek lehetővé teszik az utasok és a személyzet szabad mozgását az összekapcsolt egységek között.
2020 januárjában a WalesOnline arról számolt be, hogy a Transport for Wales igazgatótanácsi üléseinek jegyzőkönyvei alapján a szervezet „aggodalmát fejezte ki” amiatt, hogy a KeolisAmey és a CAF által kötött szerződésében megadott ülések az utasok számára kényelmetlenek lehetnek. Ugyanezt az üléstípust használják a 700-as sorozatú vonatokon is, amelyeket Londonban és környékén a Thameslink-járatokon használnak, ahol egyes utasok – különösen a hosszabb utakon utazók – úgy jellemezték őket, mintha „vasalódeszkák” lennének. A TfW azzal érvelt, hogy ezek „alkalmatlanok lennének a hosszú távú utazásokhoz”, amelyek akár három órán át is tarthatnak a 197-es sorozatú vonatokkal közlekedtetett járatokon, de megjegyezte, hogy nem rendelkezik „erős jogi érvekkel” ahhoz, hogy a KeolisAmeyt és a CAF-ot a specifikáció megváltoztatására kényszerítse. A TfW végül további 1,9 millió fontot fizetett a magasabb felszereltségű, Fainsa Sophia-ülések beszerzésére, bár ezeket is kritizálták az ugyanezzel a típusú ülésekkel felszerelt Great Western Railway-vonatok utasai.
Egy utasjogi csoport külön kifogásolta azt, hogy a TfW minden kétkocsis 197-es sorozatú egységre csak egy WC-t, minden háromkocsis egységre pedig kettőt írt elő, ami a TfW meglévő 158-as és 175-ös sorozatú távolsági vonatainak kocsinkénti egy WC-s konfigurációjához képest csökkentést jelent. A csoport azt is megjegyezte, hogy a Rail Delivery Group által az Egyesült Királyságban a helyközi vonatokra vonatkozó ágazati iránymutatása szerint 85 utasra legalább egy WC-nek kell jutnia, és az utaskapacitástól függetlenül vonatonként legalább két WC-nek kell lennie, a kétkocsis 197-esek azonban egyik ajánlásnak sem felelnének meg, és a háromkocsis 197-esek közel teljes terhelés esetén meghaladhatják az egy WC-re jutó 85 utasra vonatkozó arányt. A TfW a válaszában kijelentette, hogy számos járatot kétkocsis 197-es sorozatú vonatokkal üzemeltetnének, csökkentve ezzel a lehetséges egykocsis járatok számát.

### Szolgálatba állás
A típus 2019 decemberében a 197-es sorozatjelzést kapta, és 2021. április 14-én üzembe helyezésre megérkezett Crewe-ba az első elkészült vonat – a 197001-es számú, két kocsiból álló egység. A típusengedélyezési tesztek nem sokkal ez után kezdődtek meg. 2022. január 18-án az Office of Rail and Road (ORR) 20 kétkocsis és 12 háromkocsis 197-es sorozatú szerelvény számára engedélyezte a személyszállítás megkezdését; ezek a kezdeti egységek nem voltak felszerelve az Európai Vonatbefolyásoló Rendszerrel (ETCS), amellyel a későbbi flotta nagy részét felszerelték.
2022. november 14-én, a 197004-es pályaszámú egység volt az első, amely személyszállító szolgálatba állt. Ugyanebben a hónapban az ORR 21 példány, a CAF Signalling 3-as alapszintű fedélzeti ETCS- és 1-es alapszintű GSM-R-rendszerével felszerelt 197-es egységnek adta meg a hatósági vizsgát ETCS 2-es és az alatti szint melletti közlekedésre. 2023 januárjában Llandudno vasútállomáson Lesley Griffiths Észak-Walesért felelős miniszter által lebonyolított ünnepségen hivatalosan is elindították a 197-es sorozatot.

## Flotta
| Alsorozat | Üzemeltető               | Példányszám | Gyártás éve     | Kocsik száma | Pályaszám                                   | Megjegyzés                                                             |
| --------- | ------------------------ | ----------- | --------------- | ------------ | ------------------------------------------- | ---------------------------------------------------------------------- |
| 197/0     | Transport for Wales Rail | 30          | 2020–napjainkig | 2            | 197001–197002, 197004–197021, 197042–197051 | Nincs ETCS-sel felszerelve                                             |
| 197/0     | Transport for Wales Rail | 21          | 2020–napjainkig | 2            | 197003, 197022–197041                       | ETCS-sel felszerelve                                                   |
| 197/1     | Transport for Wales Rail | 12          | 2020–napjainkig | 3            | 197101–197112                               | Kizárólag másodosztályú ülőhelyekkel                                   |
| 197/1     | Transport for Wales Rail | 14          | 2020–napjainkig | 3            | 197113–197126                               | Másodosztályú és „Standard Premium“ emelt kényelmi szintű ülőhelyekkel |

### Változatok
A flotta négy változatra oszlik, az alábbiak szerint:
- 30 példány kétkocsis egység (DMSL-DMS), kizárólag másodosztályú ülőhelyekkel, ETCS nélkül;
- 21 példány kétkocsis (DMSL-DMS) egység, kizárólag másodosztályú ülőhelyekkel, ETCS-sel felszerlve;[* 2]
- 12 példány háromkocsis egység (DMSL-MSL-DMS), kizárólag másodosztályú ülőhelyekkel, ETCS nélkül;[26]
- 14 példány háromkocsis (DMSL-MSL-DMC) egység, néhány darab „Standard Premium“ emelt kényelmi szintű ülőhellyel a DMC-kocsiban, ETCS nélkül. Ezeket elsősorban Swansea és Manchester között használják.[7]

A kétkocsis egységek három további kétkocsis egységgel csatolva is képesek üzemelni, míg a háromkocsis egységek legfeljebb kettő további háromkocsis egységgel tud csatolva közlekedni.

### Elnevezett egységek
A TfW a 197-es sorozatú szerelvények elnevezésére Magnificent Train Journey néven általános iskolás gyerekeknek szóló versenyt szervezett.
197007 – Happy Valley
197049 – Carew Castle Express
197001 – Philadelphia Robin Goch/Robin
197004 – Vancouver Red Dragon/Dragon Goch

## Fordítás
- Ez a szócikk részben vagy egészben  a   British Rail Class 197 című angol Wikipédia-szócikk ezen változatának fordításán alapul.  Az eredeti cikk szerkesztőit annak laptörténete sorolja fel. Ez a jelzés csupán a megfogalmazás eredetét és a szerzői jogokat jelzi, nem szolgál a cikkben szereplő információk forrásmegjelöléseként.